# Ла Крозета (Порденоне)
Ла Крозета је насеље у Италији у округу Порденоне, региону Фурланија-Јулијска крајина.
Према процени из 2011. у насељу је живело 5 становника. Насеље се налази на надморској висини од 1138 м.